# International Council of Museums
Das International Council of Museums (ICOM; deutsch Internationaler Museumsrat) ist eine internationale, nichtstaatliche Organisation für Museen, die 1946 in Zusammenarbeit mit der UNESCO gegründet wurde.

## Allgemein
Das ICOM besteht aus 118 nationalen Komitees und 32 internationalen Fachkomitees. Das Generalsekretariat befindet sich in Paris. Das Netzwerk hat in über 138 Ländern weltweit etwa 45.000 Personen als Mitglieder. Kommunikationssprachen sind Französisch, Englisch und Spanisch.
Im Jahr 1948 wurde das Nationalkomitee ICOM Österreich gegründet und im Jahr 2004 als Verein eingetragen. Im Jahr 2007 war Wien der Austragungsort der alle drei Jahre stattfindenden ICOM-Generalkonferenz.
Das deutsche Nationalkomitee des internationalen Museumsrates (ICOM Deutschland) wurde 1953 gegründet und hat seinen Sitz in Berlin.
Das ICOM ist ein Gründungsmitglied der Kulturschutzorganisation Blue Shield International. In diesem Zusammenhang soll der nationale und internationale Schutz von Museen als Kulturgut beziehungsweise Teil des gewachsenen kulturellen Erbes bei Kriegen, bewaffneten Konflikten oder Katastrophen sichergestellt werden. Um Kulturgüter in Krisenzeiten zu retten, wurden sogenannte Red Lists (rote Listen) angefertigt, die den illegalen Handel mit Kulturgütern unterbinden sollen.

## Präsidenten

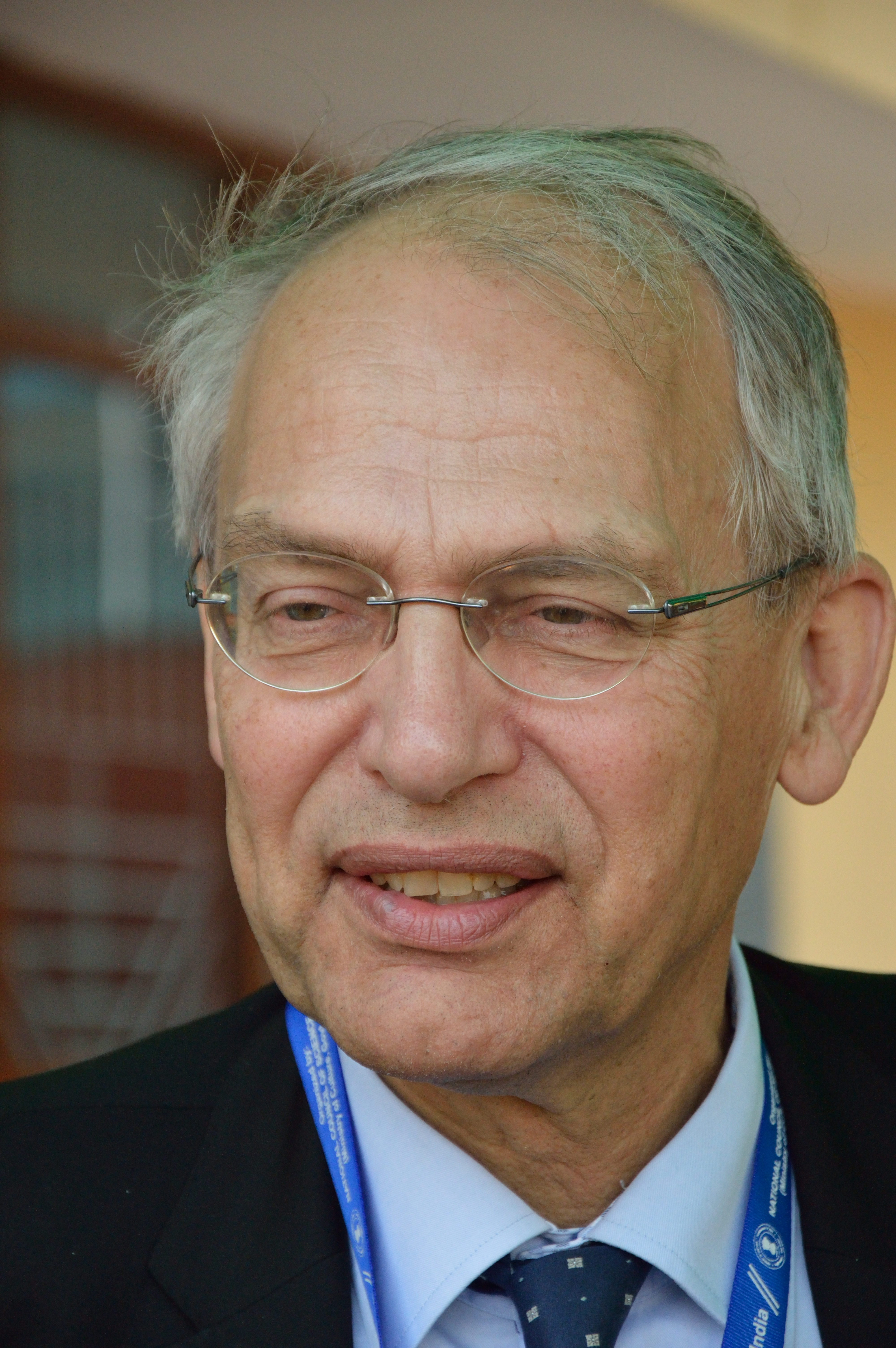
Hans-Martin Hinz (2014), ehemaliger Präsident des ICOM (2010–2016)

| Nr. | Amtszeit  | Präsidentin/Präsident | Land                   |
| --- | --------- | --------------------- | ---------------------- |
| 15. | seit 2022 | Emma Nardi            | Italien                |
| 14. | 2020–2022 | Alberto Garlandini    | Italien                |
| 13. | 2016–2020 | Suay Aksoy            | Türkei                 |
| 12. | 2010–2016 | Hans-Martin Hinz      | Deutschland            |
| 11. | 2004–2010 | Alissandra Cummins    | Barbados               |
| 10. | 1998–2004 | Jacques Perot         | Frankreich             |
| 9.  | 1992–1998 | Saroj Ghose           | Indien                 |
| 8.  | 1989–1992 | Alpha Oumar Konaré    | Mali                   |
| 7.  | 1983–1989 | Geoffrey Lewis        | Vereinigtes Königreich |
| 6.  | 1977–1983 | Hubert Landais        | Frankreich             |
| 5.  | 1971–1977 | Jan Jelínek           | Tschechoslowakei       |
| 4.  | 1965–1971 | Arthur van Schendel   | Niederlande            |
| 3.  | 1959–1965 | Sir Philip Hendy      | Vereinigtes Königreich |
| 2.  | 1953–1959 | Georges Salles        | Frankreich             |
| 1.  | 1946–1953 | Chauncey Hamlin       | Vereinigte Staaten     |

## Organisationsstruktur

### Fachkomitees
Die inhaltliche Arbeit von ICOM findet wesentlich in den 32 international organisierten und selbstständig arbeitenden Fachkomitees statt. Die Komitees widmen sich den speziellen Bedürfnissen und Aufgabenstellungen eines bestimmten Museumstyps oder einer speziellen museumsfachlichen Disziplin.
- AVICOM – International Committee for Audiovisual, New Technologies and Social Media[10]
- CAMOC – International Committee for the Collections and Activities of Museums of Cities[11]
- CECA – International Committee for Education and Cultural Action[12]
- CIDOC – International Committee for Documentation[13]
- CIMCIM – International Committee for Museums and Collections of Instruments and Music[14]
- CIMUSET – International Committee for Museums and Collections of Science and Technology[15]
- CIPEG – International Committee for Egyptology[16]
- COMCOL – International Committee for Collecting[17]
- COSTUME – International Committee for Museums and Collections of Costume, Fashion and Textiles[18]
- DEMHIST – International Committee for Historic House Museums[19]
- DRMC – International Committee on Disaster Resilient Museums[20]
- GLASS – International Committee for Museums and Collections of Glass[21]
- ICAMT – International Committee for Architecture and Museum Techniques[22]
- ICDAD – International Committee for Museums and Collections of Decorative Arts and Design[23]
- ICEE – International Committee for Exhibition Exchange[24]
- ICETHICS – International Committee on Ethical Dilemmas[25]
- ICFA – International Committee for Museums and Collections of Fine Arts[26]
- ICLCM – International Committee for Literary and Composers’ Museums[27]
- ICMAH – International Committee for Museums and Collections of Archaeology and History[28]
- ICME – International Committee for Museums and Collections of Ethnography[29]
- ICMEMO – International Committee of Memorial Museums in Remembrance of the Victims of Public Crimes[30]
- ICMS – International Committee for Museum Security[31]
- ICOFOM – International Committee for Museology[32]
- ICOM-CC – International Council of Museums – Committee for Conservation[33]
- ICOMAM – International Committee for Museums and Collections of Arms and Military History[34]
- ICOMON – International Committee for Money and Banking Museums[35]
- ICR – International Committee for Regional Museums[36]
- ICTOP – International Committee for the Training of Personnel[37]
- INTERCOM – International Committee for Museum Management[38]
- MPR – International Committee for Marketing and Public Relations[39]
- NATHIST – International Committee for Museums and Collections of Natural History[40]
- UMAC – International Committee for University Museums and Collections[41]

### Ständige Ausschüsse
- DRMC – Disaster Risk Management Committee[42]
- ETHCOM – Ethics Committee[43]
- FIREC – Finance and Resources Committee[44]
- ICOM Define – Standing Committee for the Museum Definition[45]
- LEAC – Legal Affairs Committee[46]
- NEC – Nominations and Elections Committee[47]
- SAREC – Strategic Allocation Review Committee[48]
- SPC – Strategic Plan Committee[49]

### Arbeitsgruppen
- NCWG – Working Group on National Committees[50]
- WGS – Working Group on Sustainability[51]
- WGSR – Working Group on Statutes and Rules[52]
- ICWG – Working Group on the future of International Committees[53]

### Regionale Allianzen
- CIMAO – ICOM Regional Alliance of West Africa countries[54]
- ICOM ARAB – ICOM Regional Alliance of Arab countries[55]
- ICOM ASPAC – ICOM Regional Alliance of Asia-Pacific countries[56][57]
- ICOM EUROPE – ICOM Regional Alliance of Europe countries[58][59]
- ICOM LAC – ICOM Regional Alliance of Latin America & Caribbean countries[60][61]
- ICOM SEE – ICOM Regional Alliance of South-East Europe countries[62]

### Affiliierte Organisationen
- AEOM – Association of European Open-Air Museums[63][64]
- AFRICOM – International Council of African Museums[65]
- AIMA – International Association of Agricultural Museums[66][67]
- AMMM – Association of Mediterranean Maritime Museums[68][69]
- CAM – Commonwealth Association of Museums[70]
- CIMAM – International Committee for Museums and Collections of Modern Art[71][72]
- EXARC – International Organisation of Archaeological Open-Air Museums and Experimental Archaeology[73][74]
- FIHRM – Federation of International Human Rights Museums[75][76]
- HANDS ON! – International Association of Children in Museums[77][78]
- IACCCA – International Association of Corporate Collections of Contemporary Art[79][80]
- IACM – International Association of Customs/Tax Museums[81][82]
- IAMFA – International Association of Museum Facility Administrators[83][84]
- IAMH – International Association of Museums of History[85][86]
- IATM – International Association of Transport and Communications Museums[87][88]
- ICAM – International Confederation of Architectural Museums[89][90]
- ICMM – International Congress of Maritime Museums[91]
- ICSC – International Coalition of Sites of Conscience[92][93]
- MAC – Museums Association of the Caribbean[94][95]
- MINOM – International Movement for a New Museology[96][97]
- PIMA – Pacific Islands Museum Association[98]
- SIBMAS – International Association of Libraries and Museums of the Performing Arts[99][100]